# Nataša Dangubić
Nataša Dangubić (Dubrovnik, 1974.), hrvatska je kazališna, televizijska i filmska glumica.
Osim nekoliko zvučnih kazališnih, filmskih i serijskih uloga poznata je i po ulozi Lucije Toč u seriji Bitange i princeze.

## Filmografija

### Televizijske uloge
- "Brod u boci" kao Lidija (2024.)
- "Dragi susjedi" kao Ana Zovko (2018.)
- "Ah, taj Ivo!" kao Ines (2012.)
- "Stipe u gostima" kao Petra (2010.)
- "Bitange i princeze" kao Lucija Toč (2005. – 2010.)
- "Zakon!" kao Magdalena/Mandica Ćosić (2009.)
- "Cimmer fraj" kao Jasminka (2006.)
- "Žutokljunac" kao dadilja (2005.)

### Filmske uloge
- "Brod u boci" kao Marina (2020.)
- "ZG80" kao prodavačica (2016.)
- "Mali debeli rakun" (2013.)
- "Zabranjeno smijanje" (2012.)
- "Carousel" kao Ana (2011.)
- "Šuma summarum" kao Maja (2010.)
- "Ono sve što znaš o meni" kao Nataša (2005.)
- "Sex, piće i krvoproliće" kao djevojka iz trgovine (2004.)
- "Onaj koji će ostati neprimijećen" (2003.)
- "Put u Raj biznis klasom" (2002.)
- "Crna kronika ili dan žena" kao kolegica (2000.)

### Sinkronizacija
- "Lorax: Zaštitnik šume" kao Tinova mama Jelić (2012.)
- "Konferencija životinja" kao mama merkat (2011.)
- "Karolina i tajna ogledala" kao Štriga (2009.)
- "Čudovišta iz ormara" kao Flint, gospođa učiteljica Nezdić i ljudska mama s lopatom (2009.)
- "Tarzan 1" kao Jane Porter [Minnie Driver] (2005.)

## Vanjske poveznice
- Nataša Dangubić u internetskoj bazi filmova IMDb-u (engl.)